# 初詣

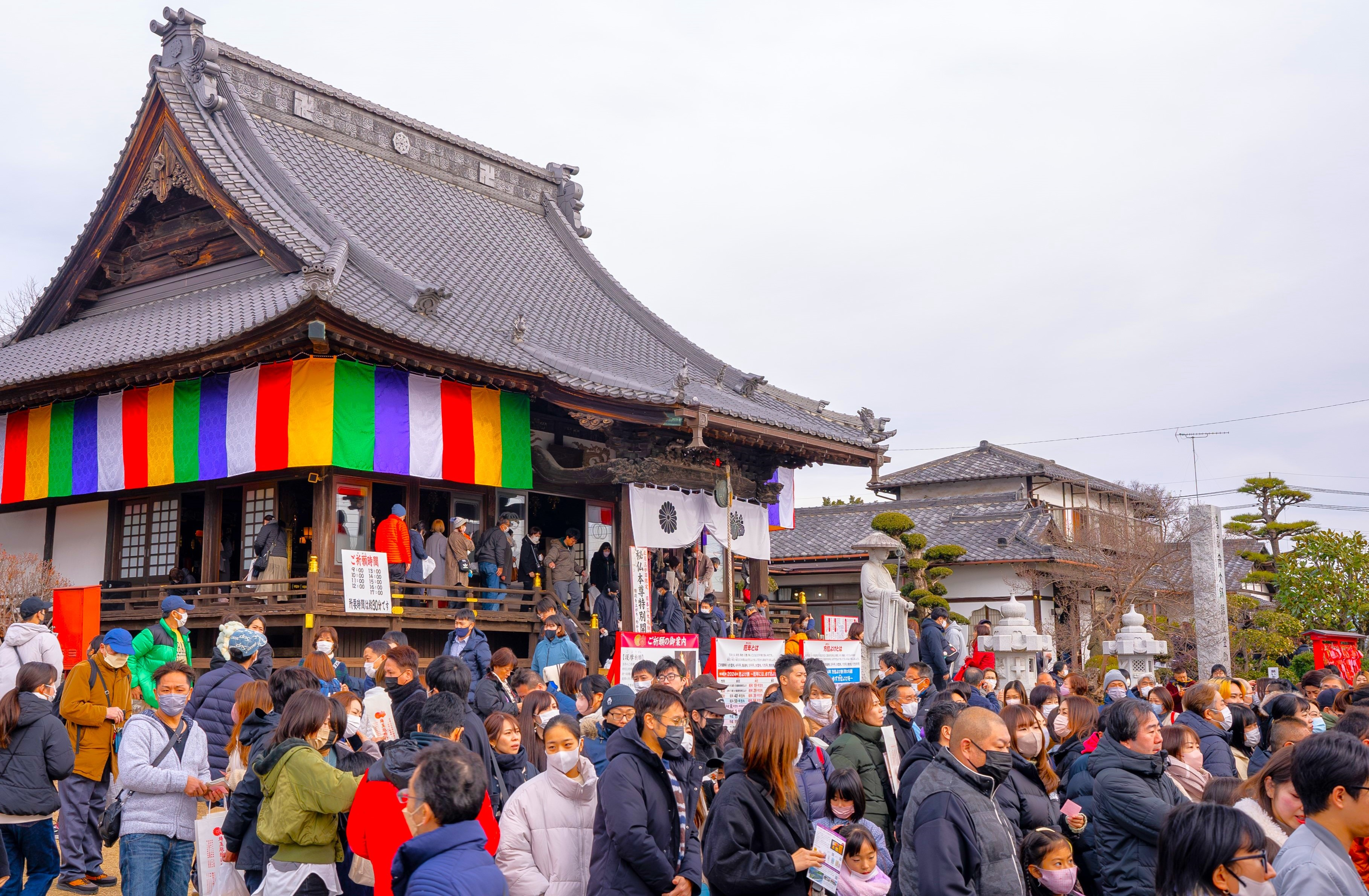
年間70万人の参詣者が訪れるという日本三大厄除け開運大師の一つ、龍泉寺の初詣風景。

初詣・初詣で（はつもうで）とは、年が明けてから初めて神社や寺院などに参拝する行事。一年の感謝を捧げたり、新年の無事と平安を祈願したりする。初参・初参り（はつまいり）ともいう。参拝者数はメッカの大巡礼を越す世界最大級の宗教行事。

## 歴史

### 由来
元々は「年籠り」（としこもり、としごもり）と言い、家長が祈願のために大晦日の夜から元日の朝にかけて氏神神社に籠る習慣であった。やがて年籠りは、大晦日の夜の「除夜詣」と元日の朝の「元日詣」との2つに分かれ、元日詣が今の初詣の原形となった。治承5年に源頼朝が鶴岡若宮に参詣したことが初詣が広まるきっかけになったとの指摘もある。
江戸時代末期までの元日の社寺参拝としては、氏神神社に参詣したり、居住地から見て恵方にあたる社寺に参詣（恵方詣り）したりといったことが行われた。

### 近代以後の変容：恵方詣りから初詣へ

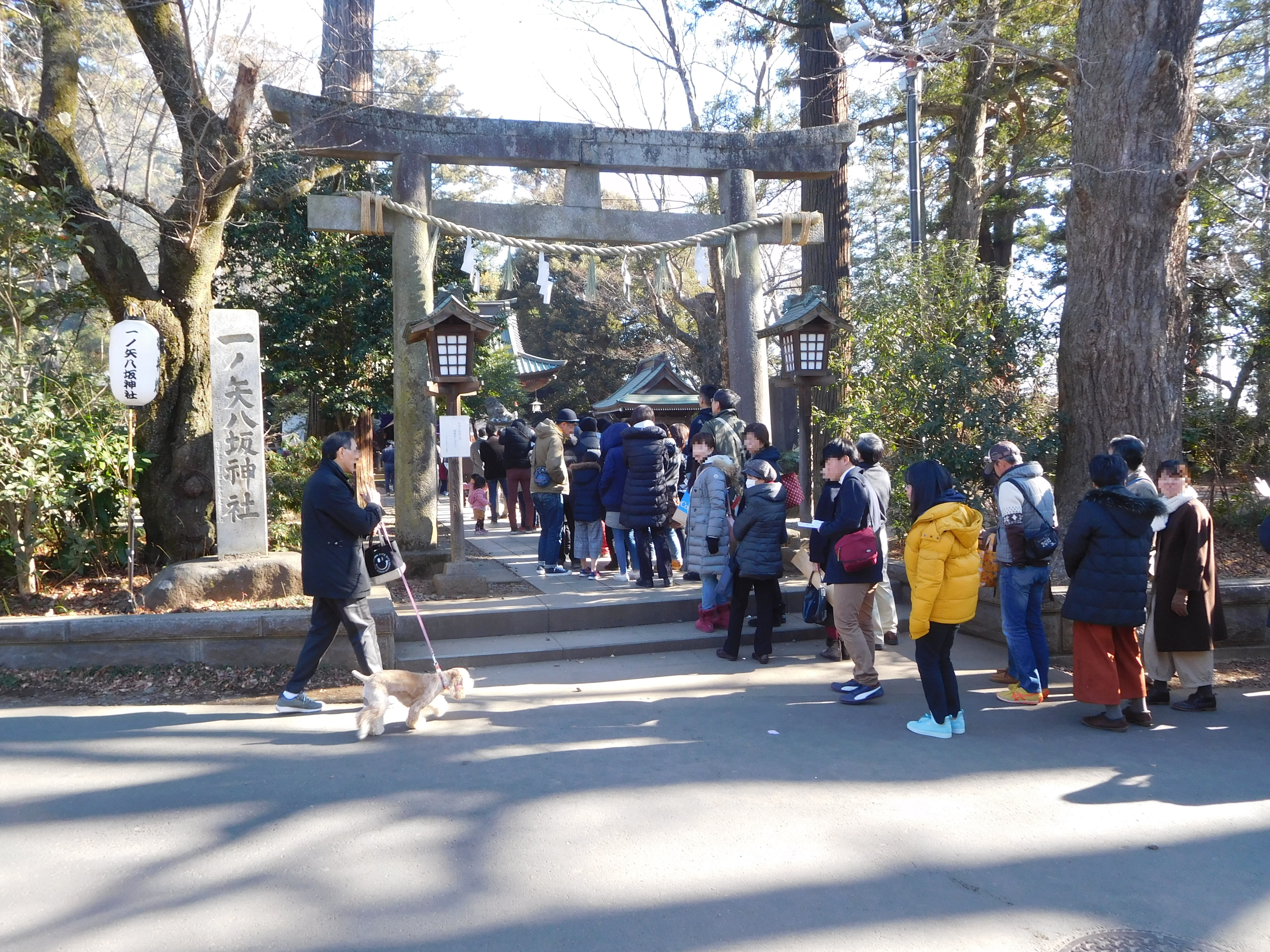
初詣に集う人々（2019年1月1日、茨城県つくば市）

「年籠り」形式を踏まず、単に社寺に「元日詣」を行うだけの初詣が習慣化したのはそれほど古い時代ではなく明治中期のことで、鉄道会社の集客キャンペーンがきっかけといわれている。こうして、氏神や恵方とは関係なく、有名な社寺に参詣することが一般的になった。俳句で「初詣」が季語として歳時記に採用されたのは明治末期であり、実際に「初詣」を詠んだ俳句が登場するのは大正時代以降であるという。
また現在でも、除夜に一度氏神に参拝して一旦家に帰り、元旦になって再び参拝するという地方がある。これを二年参りという。
江戸時代までは元日の恵方詣りのほか、正月月末にかけて信仰対象の初縁日（初卯・初巳・初大師など）に参詣することも盛んであった。研究者の平山昇は、恵方・縁日にこだわらない新しい正月参詣の形である「初詣」が、鉄道の発展と関わりながら明治時代中期に成立したとしている。
関東では、1872年（明治5年）の東海道線開通により、従来から信仰のあった川崎大師などへのアクセスが容易になった。それまでの東京（江戸）市民の正月参詣は市内に限られていたが、郊外の有名社寺が正月の恵方詣りの対象とみなされるようになった。また、郊外への正月参詣は行楽も兼ねて行われた。平山によれば「初詣」という言葉は、それまでの恵方詣りとも縁日（21日の初大師）とも関係のない川崎大師への正月参詣を指すのに登場したといい、1885年（明治18年）の『万朝報』記事を初出と紹介している。鉄道網の発達に伴い、郊外・遠方の社寺にもアクセスは容易となっていったほか、1899年（明治32年）の京浜電気鉄道（川崎大師・穴守稲荷神社）を皮切りに、京成電気軌道や成田鉄道（成田山新勝寺）など、参拝客輸送を目的として開業された鉄道会社も登場した。競合する鉄道会社間（国鉄を含む）では正月の参詣客を誘引するために宣伝合戦とサービス競争が行われた。当初は鉄道による有名社寺への「恵方詣り」の利便性が押し出されたが、年ごとに変わる恵方に対して「初詣」という言葉がよく使われるようになり、大正時代以後は「初詣」が主に使用されるようになった。

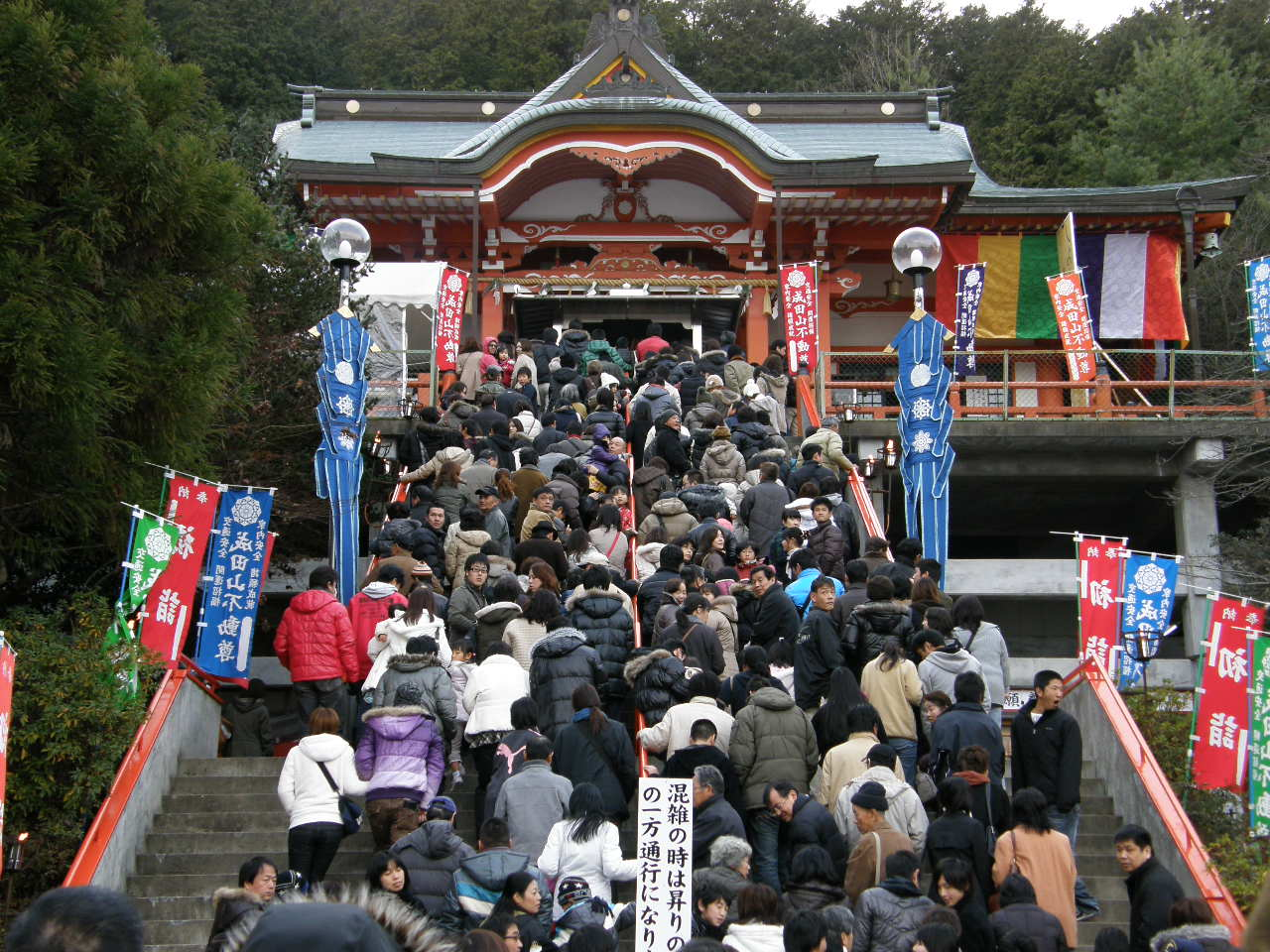
大正末期以降、関西では方角にこだわらない「初詣」が正月行事の代表として定着した。（兵庫県西脇市の成田山法輪寺）

関西では、もともと恵方詣りは元日よりも節分に盛んに行われていた。鉄道会社の集客競争の中で正月参詣にも恵方が持ち込まれるようになり、関西の人々は節分のほかに元日にも恵方詣りを行うようになった。しかしながら、鉄道会社が熾烈な競争の中で自社沿線の神社仏閣をめいめいに恵方であると宣伝し始めたため、やがて恵方の意味は埋没した。関西では阪神電鉄が西宮神社元日参詣を宣伝したことが定着のきっかけとなった。大正末期以降、関西では方角にこだわらない「初詣」が正月行事の代表として定着した。

## 風習
社寺へ参拝を行って、社務所でお守り、破魔矢、風車、熊手などを受けたり、絵馬に願い事や目標を書いたりして、今年一年がよい年であるよう祈る。昨年のお守りや破魔矢などは、このときに社寺に納めて焼いてもらう。また神社によっては境内で甘酒や神酒などが振るまわれる。
各地の初詣の模様は、12月31日より1月1日早朝にかけてNHK総合テレビの長寿番組『ゆく年くる年』などで毎年中継されている。

## ルール
初詣の対象は神社・寺院のいずれでもかまわないとされている。これは明治時代初期に神仏分離が行われる前は、神道と大乗仏教ならびに祖霊信仰が一体化した神仏習合による信仰が一般化していたためである。つまり、初詣に限らず社寺への参詣に神道･仏教の区別はあまり無いとされていたことの名残である。
初詣には、定められた規定は特に無い。『デジタル大辞泉』の定義では年明け最初の参拝を初詣としている（時期や期間については触れていない）。「年が明けてから初めて神社や寺院などに参拝する行事」であるため、年内ならいつ参拝に行っても、その参拝が年内最初の参拝であれば「初詣」となる場合もある。
一般的には、正月三が日に参拝するのを初詣といっているが、1月中に参拝も初詣とする考え方もある。また、回数に関する規定も無い。多数の神社仏閣に参詣すれば色々なご利益があるという説もあり、その場合神社仏閣を特に問わない。例えば西日本の一部地域の様に「三社参り」などと言って正月三が日の内に複数（多くは3社程度）の神社に参拝するのが習慣となっている地域もある。宗派による考え方の違いが大きい。

## 年齢層
初詣を行う年齢層にはバラつきがあり、ノーリツが2006年12月に行ったインターネット上のアンケートでは、初詣に毎年行くと答えた年齢層の割合は70歳以上が59.1%だったのに対し、20歳代では44.4%に留まっている。さらに20歳未満では75%がほとんど行かないと回答している。

## 参拝者数の統計

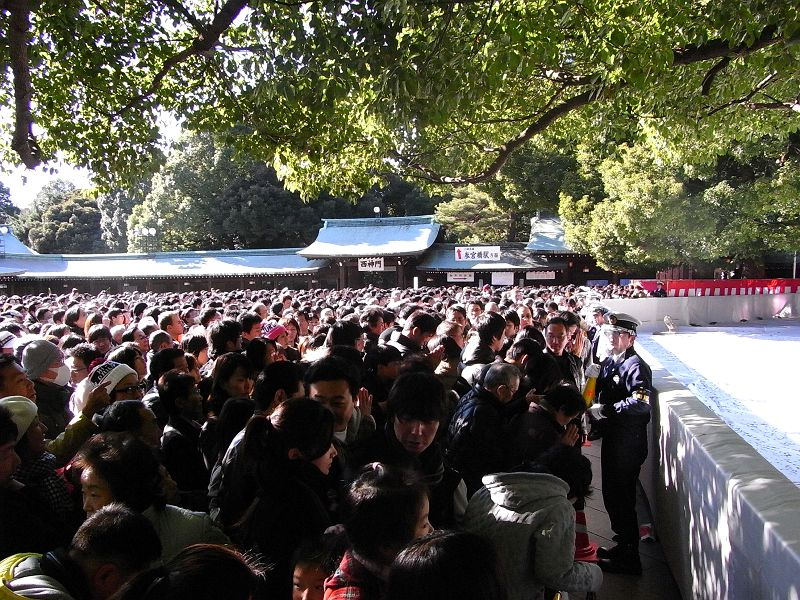
明治神宮 初詣（2009年1月2日撮影）

2019年の初詣の参拝者数上位10社寺は以下のとおりである。
| 順位 | 社寺         | 所在地 | 参拝者数  |
| ---- | ------------ | ------ | --------- |
| 1    | 明治神宮     | 東京   | 約318万人 |
| 2    | 成田山新勝寺 | 千葉   | 約311万人 |
| 3    | 川崎大師     | 神奈川 | 約308万人 |
| 4    | 浅草寺       | 東京   | 約293万人 |
| 5    | 伏見稲荷大社 | 京都   | 約250万人 |
| 5    | 鶴岡八幡宮   | 神奈川 | 約250万人 |
| 7    | 住吉大社     | 大阪   | 約234万人 |
| 8    | 熱田神宮     | 愛知   | 約230万人 |
| 9    | 氷川神社     | 埼玉   | 約210万人 |
| 10   | 太宰府天満宮 | 福岡   | 約200万人 |